# True Grit (Glen-Campbell-Lied)
True Grit ist ein 1969 veröffentlichtes von Don Black und Elmer Bernstein geschriebenes Country-Lied, das von Glen Campbell gesungen wurde. 
Die Single konnte Platz 9 der Billboard Hot Country Singles Charts und Platz 35 der US Billboard Hot 100 erreichen.
Das Lied diente als Titelsong des Western Der Marshal (Originaltitel True Grit) mit John Wayne in der Hauptrolle. Glen Campbell spielte neben Wayne den Texas Ranger La Boeuf. True Grit war bei der Oscarverleihung 1970 als Bester Filmsong und für den Golden Globe als Best Original Song nominiert.